# Ivo Viktor
Ivo Viktor (Křelov, 21 de maio de 1942) é um ex-futebolista e técnico de futebol tcheco, que atuava como goleiro. 

## Carreira
Jogou em seu país, a então Tchecoslováquia, por Zbrojovka Brno e Dukla Praga, onde ficou por 13 anos. Pela Seleção Tchecoslovaca, jogou 63 vezes entre 1966 e 1977, sendo uma das estrelas do título da Eurocopa 1976, sobre a então campeã do mundo Alemanha Ocidental.
Sua estreia pela seleção deu-se contra o Brasil, no Maracanã. Enfrentaria os brasileiros novamente na Copa do Mundo de 1970, onde sua figura ficou famosa por ter quase levado um gol do meio de campo do astro Pelé.

## Títulos
- Eurocopa: 1976